# Jiří Dvořák (fotbalista)
Jiří Dvořák (* 31. července 1954 ve Žďáru nad Sázavou) je bývalý československý fotbalový záložník. Jeho starší bratr Karel Dvořák byl fotbalovým reprezentantem Československa. Jeho dcera Anna Dvořáková je zpěvačka a skladatelka, členka First Smile.

## Fotbalová kariéra
Žďárský rodák a odchovanec hrál československou ligu za Duklu Praha a Zbrojovku Brno, stejně jako starší bratr Karel.

## Prvoligová bilance
| Ročník          | Zápasy | Góly | Minuty | Klub              |
| --------------- | ------ | ---- | ------ | ----------------- |
| I. liga 1974/75 | 4      | 0    | 224    | ASVS Dukla Praha  |
| I. liga 1978/79 | 2      | 0    | 43     | TJ Zbrojovka Brno |
| I. liga 1979/80 | 2      | 0    | 39     | TJ Zbrojovka Brno |
| CELKEM          | 8      | 0    | 306    |                   |